# LMBT-kronológia (2010-es évek)
Ez az oldal a leszbikus, meleg, biszexuális és transznemű (LMBT) emberek jogainak történetében bekövetkezett fontosabb eseményeket tartalmazza.
« korábbi események

## 2011
- 2011 – Az elfogadott román polgári törvénykönyv tiltja az azonos neműek házasságát, és nem ismeri el a román vagy más állampolgárok külföldön kötött élettársi szerződéseit sem, függetlenül attól, hogy azokat azonos vagy különböző neműek kötötték.[1]

## 2013
- 2013 – New Yorkban megnyílik az Egyesült Államok első szociális központja homoszexuálisok részére.[2]
- 2013 – Az új-zélandi parlament áprilisban jóváhagyja az azonos neműek házasságáról szóló törvényjavaslatot.[3]
- 2013. május 25. – Kijevben megrendezik az első ukrajnai Pride-ot, mintegy 100 fő részvételével.[4]
- 2013 – A francia nemzetgyűlés áprilisban elfogadja az azonos neműek házasságáról szóló törvényt,[5] melyet François Hollande májusban aláír, ezzel Franciaország a világ 14. államaként biztosított a hagyományos párkapcsolatban élőkkel azonos jogokat a melegeknek.[6]
- 2013 – Franciaországban június közepén tartják az első homoszexuális esküvőt.[7]
- 2013 – Szélsőségesek támadnak rá júliusban a montenegrói Budva városában az ország első melegfelvonulásának résztvevőire, amit a rendőrség fellépésével sikerült megtartani.[8]
- 2013. december 1. – A meleg házasság kérdéséről – a horvát katolikus egyház kezdeményezésére – tartott népszavazáson a résztvevők kétharmada mond igent arra, hogy belevegyék az alkotmányba azt a mondatot, amely szerint a házasság kizárólag egy férfi és egy nő közössége.[9]

## 2014
- 2014. január 6. – Felfüggeszti az azonos nemű párok házasságkötését az amerikai legfelső bíróság Utah államban, ahol egy szövetségi bíró korábban megsemmisítette a melegfrigyek tilalmáról szóló alkotmánymódosítást, és a döntése ellen az állam fellebbezett.[10]
- 2014. január 28. – Bűncselekmény marad a homoszexualitás Indiában, mivel a legfelsőbb bíróság elutasította a kormány és jogvédő aktivisták kérelmét az erről szóló törvény felülvizsgálatára.[11]
- 2014. június 18. – Megszavazza a melegházasságot legalizáló törvényt a luxemburgi parlament, a jogszabály megteremti az azonos nemű párok örökbefogadási jogát is.[12]

## 2015
- 2015. március 3. – Megszavazza az azonos neműek házasságát legalizáló törvényt a szlovén parlament.[13]
- 2015. április 12. – Először szerepel amerikai elnökjelölt – Hillary Clinton demokrata párti politikus – elnökjelölti kampányfilmjében meleg és leszbikus pár.[14]
- 2015. május 22. – Alkotmánymódosító népszavazást tartanak Írországban, amelyen a szavazók többsége támogatja az azonos neműek házasságának legalizálását.[15]
- 2015. június 26. – Az Amerikai Egyesült Államok Legfelsőbb Bírósága kihirdeti, hogy az azonos nemű pároknak jogukban áll házasságot kötni bárhol az Egyesült Államok területén, a szövetségi tagállamok ezt nem tilthatják meg nekik.[16]
- 2015. december 20. – A Koalíció a gyerekekért elnevezésű civil szervezet és a katolikus egyház kezdeményezésére népszavazást tartanak Szlovéniában az azonos nemű párok közötti házasságot engedélyező törvény eltörléséről, amely egyben megteremtette az azonos nemű párok örökbefogadási jogát is.[17]

## 2016
- 2016. április 21. – A szlovén parlament ismét elfogadja azt a törvényt, amely a bejegyzett élettársi kapcsolatban élőknek – az örökbefogadás kivételével – megadják ugyanazokat a jogokat, amivel a házastársak bírnak. (Az ellenzők ismét népszavazást szerettek volna kiírni, ez azonban végül nem sikerült.)[18]
- 2016. április 25. – Banglades fővárosában, Dakkában lemészárolják az ország legismertebb melegjogi aktivistáját, Julhas Mannant, aki régóta életveszélyes fenyegetéseket kapott. (A homoszexualitás Bangladesben bűncselekménynek számít.)[19]
- 2016. május 11. – Olaszországban engedélyezik a melegházassághoz hasonló bejegyzett élettársi kapcsolatot, miután az olasz parlament alsóháza is megszavazta az úgynevezett „polgári uniót” bevezető törvényt. (A törvénycsomagból azonban kimaradt a béranyaság, valamint az azonos nemű párok esetleges örökbefogadási lehetősége.)[20]
- 2016. június 12. – Egy szélsőséges iszlamista terrorista 50 emberrel végez – további 53-at pedig megsebesít – a floridai Orlando Pulse nevű éjszakai melegbárjában. (A 29 éves Omar Mateen a mészárlással beírta magát az USA történelmébe, hiszen lőfegyverrel még senki sem szedett ennyi áldozatot.)[21]
- 2016. december 5. – A máltai törvényhozás elfogadja azt a törvényjavaslatot, amely betiltja az olyan kezeléseket, amelyekkel a melegek szexuális irányultságának módosítását próbálják elérni. (A jogszabály szerint a homoszexuálisok „gyógyítására” tett kísérletek 4 600 euróig terjedő pénzbüntetéssel és különösen súlyos esetekben öt évig terjedő szabadságvesztéssel is büntetendőek.)[22]

## 2017
- 2017. január 31. – Utólagos kegyelemben részesíti a brit kormány a korábbi évtizedekben homoszexualitása miatt elítélt több tízezer embert, miután életbe lép az erről elfogadott törvény. (Angliában és Walesben 1967-ben, Skóciában 1980-ban, Észak-Írországban pedig csak 1982-ben törölték el azt a törvényt, amely bűncselekménynek minősítette a férfiak homoszexuális kapcsolatát. A kegyelmi törvénytervezet Alan Turing-törvényként vált ismertté, a XX. század egyik legzseniálisabb brit matematikusa után, akit homoszexualitása miatt az 1950-es években szintén elítéltek.)[23]
- 2017. február 24. – Tíz hónappal elfogadása után hatályba lép az azonos neműek házasságát lehetővé tevő törvény Szlovéniában, amely azonban nem engedi meg, hogy a párok gyermeket fogadjanak örökbe.[24]
- 2017. június 30. – A német a Bundestag 393 igen, 226 nem és 4 tartózkodás mellett elfogadja a melegházasság engedélyezéséről szóló törvényjavaslatot.[25]
- 2017. október 1. – Németországban, 23. országként a világon életbe lép az azonos neműek teljes jogú házasságáról szóló törvény.[26]
- 2017. december 5. – Az osztrák alkotmánybíróság diszkriminatívnak minősíti az azonos neműek házasságkötésének tilalmát, így legkésőbb 2019-től a bejegyzett élettársi kapcsolat mellett már törvényes házasságra is léphetnek az azonos nemű párok.[27]
- 2017. december 7. – Az ausztrál képviselőház megszavazza az azonos neműek házasságkötését lehetővé tévő törvényt,[28] mely december 9-ével törvényerőre emelkedik.[29]

## 2018
- 2018. január 9. – Ausztráliában, a december elején elfogadott törvényre vonatkozó egy hónapos várakozási időszak leteltével az azonos nemű párok hivatalosan is összeházasodhatnak.[29]
- 2018. június 18. – Megjelenik a Betegségek Nemzetközi Osztályozásának 11. változata, amely az előző verziókhoz képest törli a transzszexualizmust és a transzvesztitizmust a mentális betegségek közül.[30]
- 2018. június 22. – Támogatásáról biztosítja a cseh kormány egy benyújtott törvényjavaslat kapcsán az azonos neműek házasságának lehetővé tételét.[31]
- 2018. szeptember 6. – Az indiai legfelsőbb bíróság egyhangúlag alkotmányellenesnek nyilvánítja és eltörli a homoszexualitást büntető törvényt. (Tíz évig terjedő szabadságvesztéssel büntette – a brit gyarmati uralom idején, 1862-ben életbe léptetett törvény – az azonos neműek szexuális kapcsolatát, még olyan esetben is, ha az nem nyilvános helyen, kölcsönös beleegyezéssel, felnőttek között jött létre. )[32]
- 2018. október 25. – Az első coming out Disney-sorozatban. (Az Andy Mack című széria egyik főszereplőjéről, a Joshua Rush által alakított Cyrus Goodmanről derül ki a második szezonban, hogy meleg.)[33]

## 2019
- 2019. január 23. – Az angolai parlament elfogadja az ország új büntetőtörvénykönyvét, amely már nem tartalmazza az azonos neműek közötti kapcsolatok büntethetőségét. (A korábbi büntetőtörvénykönyv – ami 1886 óta volt érvényben, és azt követően sem változtatták meg, hogy az afrikai ország 1975-ben elnyerte függetlenségét Portugáliától – még tartalmazott olyan büntetési tételeket, amelyek hat hónaptól három évig terjedő kényszermunkával büntette azokat, akik „természetellenes cselekményeket” gyakoroltak.)[34]
- 2019. február 14. – Japánban 13 meleg pár beadja az ország történetének első bírósági keresetét arra hivatkozva, hogy a melegházasság elutasítása sérti alkotmányban biztosított jogukat az egyenlőséghez. (Az önkormányzatok „élettársi igazolást” adnak ki ahhoz, hogy a meleg párok közösen bérelhessenek lakást, de ezek valós jogi érvény nélküli dokumentumok.)[35]
- 2019. április 3.
  - A nyíltan leszbikus és egyben afrikai-amerikai Lori Lightfoot volt ügyész lesz Chicago polgármestere.[36]
  - A nemzetközi bírálatok ellenére Bruneiben életbe lép az új, iszlám jogon (saría) alapuló büntető törvénykönyv, amely halállal (halálra kövezéssel) bünteti a homoszexualitást és a házasságtörést, a tolvajlást pedig kéz- vagy láblevágással bünteti.[37]
- 2019. április 4. – Dallin H. Oaks, a mormon egyház (Utolsó Napok Szentjeinek Jézus Krisztus Egyháza) elnöke bejelenti, hogy többé nem számít hittagadásnak a homoszexualitás és az azonos neműek házassága, és az egyház ezentúl megkereszteli az azonos nemű párokat és az általuk nevelt gyermekeket is.[38]
- 2019. május 17. – A tajvani parlament megszavazza az azonos neműek házasságát.[39]
- 2019. július 22. – Japánban megválasztják az első nyíltan meleg parlamenti képviselőt. Taiga Ishikawa a felsőház, a Tanácsosok Háza tagja lesz, az ellenzéki Alkotmányos Demokrata Párt (Japán) színeiben.[40]

## Fordítás
- Ez a szócikk részben vagy egészben  a   Timeline of LGBT history című angol Wikipédia-szócikk ezen változatának fordításán alapul.  Az eredeti cikk szerkesztőit annak laptörténete sorolja fel. Ez a jelzés csupán a megfogalmazás eredetét és a szerzői jogokat jelzi, nem szolgál a cikkben szereplő információk forrásmegjelöléseként.